# Sfygmomanometer

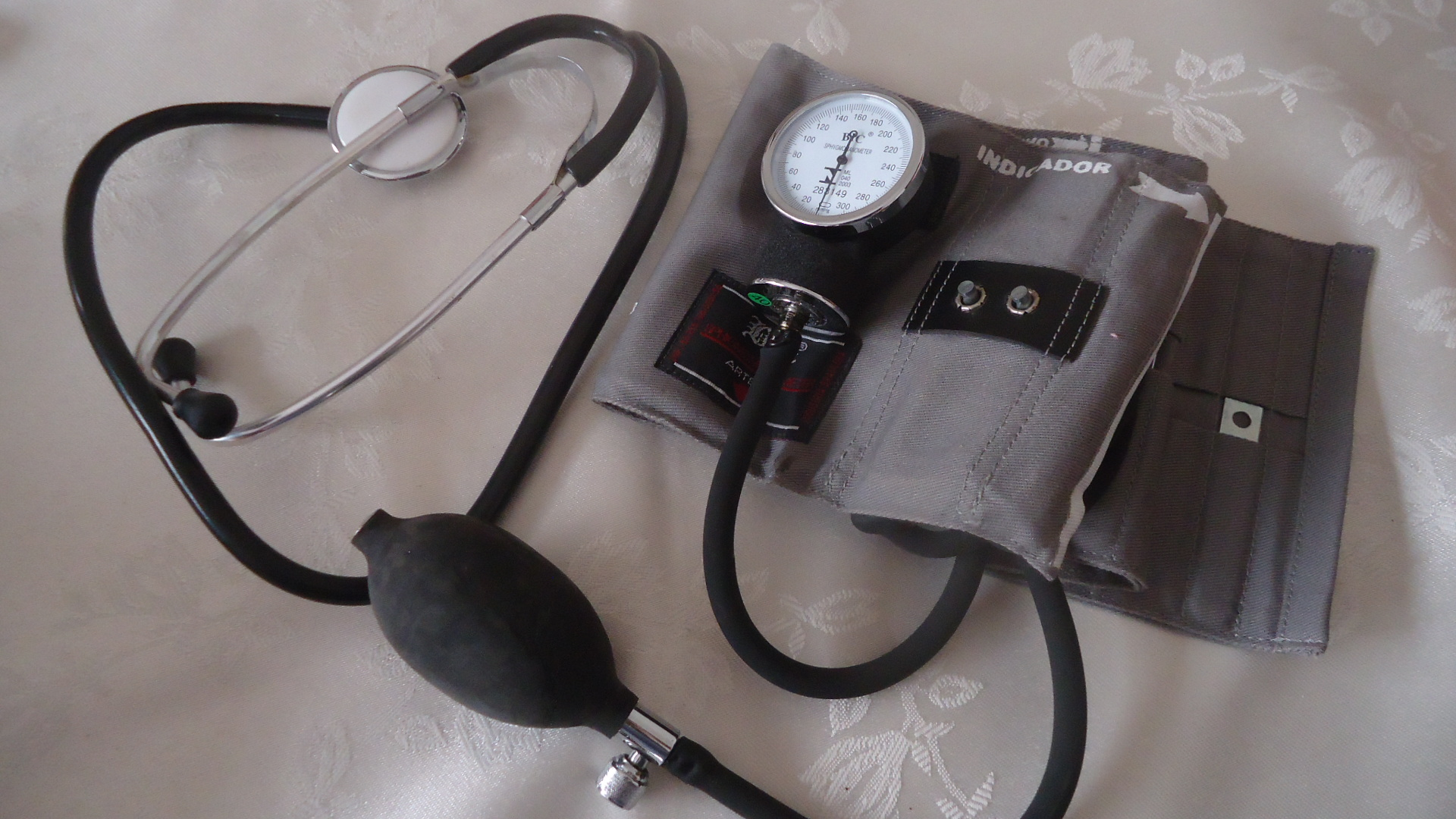
sfygmomanometer met stethoscoop

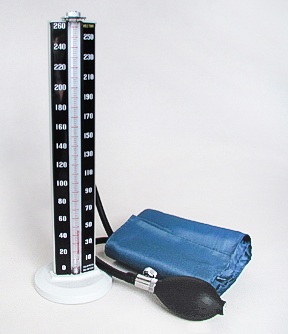
bloeddrukmeter met kwikkolom

Een sfygmomanometer is een klassiek mechanisch apparaat voor het bepalen van de bloeddruk. Het voorvoegsel sfygmo komt van het Grieks sphygmós (pols).
Hij bestaat uit een opblaasbaar manchet waaraan via slangen een manometer en een gummibal verbonden zijn. De manchet wordt net boven de elleboog rond de bovenarm bevestigd en met de gummibal opgepompt tot de slagader volledig is afgesloten. Wanneer de druk dan langzaam wordt afgelaten treden er wervelingen in de slagader op als het bloed opnieuw begint te stromen. Deze wervelingen zijn met een stethoscoop te horen; men noemt ze de  Korotkoff-tonen. De druk waarbij deze tonen beginnen is de systolische bloeddruk. Als de druk verder verlaagd wordt verdwijnen de Korotkoff-tonen als het bloed terug ongehinderd kan stromen; dit is bij het diastolische niveau.
Het toestel werd in 1881 uitgevonden door Samuel Siegfried Karl Ritter von Basch. De Italiaan Scipione Riva-Rocci ontwikkelde een eenvoudigere versie van de sfygmomanometer. De Amerikaan Harvey Cushing moderniseerde het apparaat in het begin van de twintigste eeuw, waarna het zich snel verspreidde in de medische wereld.
In de meest nauwkeurige analoge sfygmomanometers wordt de druk rechtstreeks aangegeven door de hoogteveranderingen van een kwikkolom. Deze toestellen hoeven niet gekalibreerd te worden. Vanwege de beperkingen op het gebruik van kwik mogen ze sinds 10 april 2014 echter in de Europese Unie niet meer in de handel gebracht worden. Kwikhoudende sfygmomanometers mogen wel nog gebruikt worden als referentiestandaard voor de kalibratie van kwikvrije sfygmomanometers. De meeste toestellen gebruiken een aneroïde barometer, die op basis van de elastische vervorming van een metaal werkt. Deze manometers moeten wel regelmatig gekalibreerd worden.